# Much Wenlock
Much Wenlock est une ville du Shropshire, en Angleterre, situé sur la route entre Shrewsbury et Bridgnorth. Au moment du recensement de 2011, elle comptait 2 877 habitants.

## Histoire
La ville de Much Wenlock s'est constituée autour du monastère fondé vers 680 par le roi des Magonsæte Merewalh, fils de Penda de Mercie. Sa fille Milburga en devient l'abbesse. Il est remplacé au XIIe siècle par un prieuré clunisien, fermé en 1539 après la Dissolution des monastères.
En octobre 1890, le baron Pierre de Coubertin a planté un chêne dans ce village qui est, en quelque sorte, l'ancêtre des Jeux olympiques. En effet, William Penny Brookes (né le 13 août 1809 et décédé le 11 décembre 1895, quatre mois avant les Jeux modernes d'Athènes), a essayé d'y lancer les Olympian Games. Un musée y a été construit depuis.

## Jumelages
| Ville | Ville   | Pays | Pays   | Période     |
| ----- | ------- | ---- | ------ | ----------- |
|       | Cysoing |      | France | depuis 2004 |